# Pascal Coupot
Pascal Coupot, nacido el año 1964 en Conilhac-Corbières es un escultor y ceramista francés.
 Su formación artística se desarrolló en la Escuela Regional de Bellas Artes de Besançon y se declara en gran parte autodidacta.